# Sde Boker
Sde Boker er en kibbutz i det sydøstlige Israel, syd for Dimona, bedst kendt for at være hjem for Israels første præsident, David Ben Gurion.

## Historie
Kibbutzen blev etableret den 15. maj 1952.
I 1953 trådte premierminister David Ben-Gurion tilbage og flyttede til kibbutzen. Selvom han vendte tilbage til politik i 1955 fortsatte han med at bo i kibbutzen indtil sin død i 1973, hvor han blev begravet ved siden af sin kone Paula Ben-Gurion. Ben-Gurion flyttede til kibbutzen pga. sin vision om at kultivere Negev ørkenen og bygge dens nærmeste byer, Yeruham og Dimona, op. Han troede , at til sidst ville Negev blive hjem for mange jøder, som ville flytte til Israel efter at have gjort aliyah, og han følte at Sde-Boker var et eksempel på hvad der skulle følge. 
I sine officielle skrifter, fortalte han tit om sine bestræbelser på at få Negev til at blomstre:
Ørkenen giver os den bedste mulighed for at begynde igen. Den er et vitalt element i vores renæsance af Israel. For det er ved at beherske naturen at mennesket lærer at beherske sig selv. Det er på denne måde, mere praktisk end mystisk, at jeg definerer vores genkomst i dette land. Israel må fortsætte med at kultivere dets nationalitet og at repræsentere det jødiske folk uden at give afkald på sin gloriøse fortid. Den må tjene sig til denne ret – og det er ingen let sag – en ret som kun kan opnåes i ørkenen.
Da jeg kiggede ud af mit vindue i dag og så et træ stå foran mig, vakte synet i mig en større følelse af skønhed og personlig tilfredsstillelse, end alle de skove jeg har set i Schweiz og Skandinavien. For vi plantede hvert et træ på dette sted, og vandede dem med vand, som vi skaffede under opbydelse af store anstrengelser. Hvorfor elsker en moder sine børn sådan? Fordi de er hendes skabelse. Hvorfor føler jøden tilhørsforhold til Israel? Fordi alting her skal endnu udrettes. Det beror kun på ham at deltage i denne privilegerede skabelsesakt. Træerne i Sde Boker taler til mig på en anden måde end træer plantet andre steder gør. Ikke kun fordi jeg deltog i deres plantning og i deres hold, men også fordi de er en gave fra mennesket til naturen og en gave fra jøderne til bevaringen af deres kultur. 
I dag er Ben-Gurions hjem i kibbutzen, "Tzrif Ben-Gurion", museum.

## Eksterne links
- Official website

30°52′08″N 34°47′33″Ø / 30.86889°N 34.7925°Ø